# Delta Aurigae
Delta Aurigae is een dubbelster in het sterrenbeeld Voerman. Een van de twee componenten is een reuzenster.